# Inspiration
Inspiration (с англ. — «Вдохновение») — девятый студийный альбом шведского гитариста Ингви Мальмстина, выпущенный 14 октября 1996 года. Данный альбом представляет собой кавер-версии композиций Kansas, Deep Purple, Rush и других рок-групп, исполненных в стиле неоклассического метала с элементами пауэра. Пластинка стала первой работой Мальмстина, записаной в его личной студии Studio 308, в которой потом были записаны и остальные альбомы музыканта.
В записи альбома приняли участие вокалисты Джефф Скотт Сото, Марк Боалс, Джо Линн Тёрнер, с которыми Мальмстин работал на альбомах Rising Force, Marching Out, Trilogy и Odyssey. Также в записи приняли участие братья Андерс и Йенс Юханссоны, Марсель Якоб и Дэвид Розенталь.

## Список композиций[10]
| №                   | Название               | Автор(ы)                                                      | Оригинальный испонитель     | Длительность |
| ------------------- | ---------------------- | ------------------------------------------------------------- | --------------------------- | ------------ |
| 1.                  | «Carry On Wayward Son» | Керри Ливгрен                                                 | Kansas                      | 5:09         |
| 2.                  | «Pictures of Home»     | Ричи Блэкмор, Иэн Гиллан, Роджер Гловер, Джон Лорд, Иэн Прайс | Deep Purple                 | 4:56         |
| 3.                  | «Gates of Babylon»     | Блэкмор, Ронни Джеймс Дио                                     | Rainbow                     | 7:12         |
| 4.                  | «Manic Depression»     | Джимми Хендрикс                                               | The Jimi Hendrix Experience | 3:39         |
| 5.                  | «In the Dead of Night» | Eddie Jobson, John Wetton                                     | U.K.                        | 6:11         |
| 6.                  | «Mistreated»           | ,Блэкмор, Дэвид Ковердэйл                                     | Deep Purple                 | 7:29         |
| 7.                  | «The Sails of Charon»  | Ульрих Рот                                                    | Scorpions                   | 5:05         |
| 8.                  | «Demon's Eye»          | Блэкмор, Гиллан, Гловер, Лорд, Пэйс                           | Deep Purple                 | 4:53         |
| 9.                  | «Anthem»               | Гедди Ли, Алекс Лайфсон, Нил Пирт                             | Rush                        | 4:18         |
| 10.                 | «Child in Time»        | Blackmore, Gillan, Glover, Lord, Paice                        | Deep Purple                 | 8:07         |
| Общая длительность: | Общая длительность:    | Общая длительность:                                           | Общая длительность:         | 56:59        |

| №   | Название               | Автор(ы) | Оригинальный исполнитель    | Длительность |
| --- | ---------------------- | -------- | --------------------------- | ------------ |
| 11. | «Spanish Castle Magic» | Hendrix  | The Jimi Hendrix Experience | 3:07         |

## Участники записи
- Ингви Мальмстин — вокал (трек 4), гитара, бас (все треки, кроме 1), ситар, инжиниринг, продюсирование
- Джефф Скотт Сото — вокал (трек 1, 3, 6), инжиниринг
- Джо Линн Тёрнер — вокал (трек 2, 8, 11)
- Марк Боалс — вокал (трек 5, 7, 9, 10)
- Дэвид Розенталь — клавишные (трек 1, 3, 10)
- Матс Олауссон — клавишные (трек 2, 6)
- Йенс Юханссон — клавишные (трек 5, 8)
- Андерс Юханссон — ударные, инжиниринг
- Томми Олдридж — ударные (на самом деле не играл, но появился в клипе на композицию "Carry On Wayward Son")
- Марсель Якоб — бас (трек 1)
- Крис Тсангардис — инжиниринг
- Кит Роуз — инжиниринг

## История выпуска
| Регион            | Дата            | Лейбл             |
| ----------------- | --------------- | ----------------- |
| Европа            | 14 октября 1996 | Music for Nations |
| Япония            | 14 октября 1996 | Pony Canyon       |
| США               | 14 октября 1996 | Foundation        |
| США (переиздание) | 2000            | Spitfire          |
| Европа (ремастер) | 2003            | SPV/Steamhammer   |

## Позиции в чартах
| Год  | Чарт                 | Позиция |
| ---- | -------------------- | ------- |
| 1996 | Finnish albums chart | 16      |
| 1996 | Swedish albums chart | 35      |